# Samuel (cantautor)
Samuel Rosado (Maracaibo, 22 de noviembre de 1962) es un cantante y compositor venezolano, cuyo nombre de pila es Ramón Guillermo Rosado Villalobos. Dio sus primeros pasos en el mundo de la música en el género de la gaita zuliana, de donde es oriundo.

## Biografía
Participó en varias agrupaciones de corte tropical bailable; en la orquesta La Máxima y Carangano, de Venezuela en las que cosechó éxito, experiencia y perfilando su figura artística.
En el año 1997 editó en Venezuela su primera producción dentro del género pop balada titulada Samuel. Con la canción "Vendaval", de su autoría, comenzó su éxito discográfico al ser incluida como tema central de la telenovela Ilusiones, transmitida en Venezuela por RCTV y retransmitida a más de 10 países en América Latina y Asia, convirtiéndose en un artista internacional; lo mismo ocurrió con la canción "Solamente Fuego", del mismo álbum, la cual fue tema central de la telenovela Llovizna, de igual éxito de difusión y ventas. 
Con el lanzamiento de su última producción, "Sal y Agua", Samuel se consolida como una de las figuras más importantes dentro de la música contemporánea en el país y el número uno en su género. La canción "Si yo no te tengo a ti", de su autoría, fue seleccionada como tema central de la telenovela mexicana "SALOMÉ", la cual acaparó por más de 16 semanas consecutivas los primeros lugares de popularidad en toda Venezuela. 
Samuel ha regresado con su nueva producción discográfica, SAMUEL, en la que eleva su compromiso profesional y con el público amante del latin pop, ya que en él convergen el sentimiento y expresión vocal y su lírica con el beat latino que ha hecho famoso a su productor.
En este disco además participan como invitados grandes nombres dentro del mundo de la música latina como el sonero del mundo Oscar D'León en el tema "Que le den", con quien hace un dúo lleno de poder y alegría contagiante; el famoso cantautor cubano Jon Secada, quien con la amabilidad y el profesionalismo que le caracteriza dirigió la grabación de la voz de SAMUEL en el tema "Lloré un mar entero"; el puertorriqueño, cantante y actor Shalim brindó su bella voz en los coros del tema "Di que no"; el flautista venezolano Huáscar Barradas, acompaña dulcemente el tema "Desde que te vi" y la preciosa excantante de Miami Sound Machine Carla Vanessa (Cantante) hace un lúdico y fascinante dúo en el tema "Dueño de tu amor".
Con un sonido impecable, con el más alto nivel técnico este nuevo álbum es sin duda alguna una gran opción para un público amante de la propuesta de este cantautor, y una nueva y poderosa forma de enamorar a quienes apenas le descubren por primera vez. 
Samuel es considerado uno de los más completos artistas de la música popular en el país. Dentro de su formación profesional destacan estudios de canto, teoría y solfeo, piano, guitarra y locución.

## Discografía
- Samuel (2009)
- Sal y agua (2002)
- Samuel (1997)

## Premios
- Mara de Oro 1987 "Cantante del año en el Zulia".
- Mara de Oro, Estampas de la noche, Catatumbo de Oro 1989 por su tema "Mi presente" como Aire navideño del año en todo el país.
- Mara de Oro 1997 "Cantante del año a nivel nacional".